# Comarcas churras

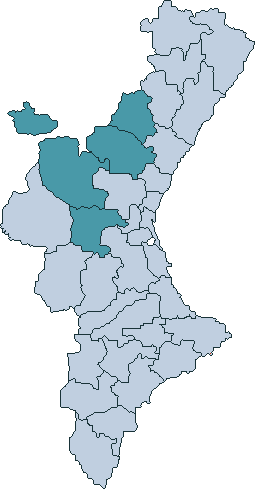
Las comarcas churras dentro de la Comunidad Valenciana.

El término Comarcas churras (Comarques xurres en valenciano) define popularmente a la zona de la Comunidad Valenciana que fue repoblada mayoritariamente por aragoneses en la Edad Media tras la conquista de Valencia por parte de Jaime I.
Las comarcas valencianas de influencia aragonesa son:
- Alto Mijares
- Alto Palancia
- Los Serranos
- Rincón de Ademuz
- Hoya de Buñol

Todas ellas limitan con la provincia de Teruel, excepto la Hoya de Buñol. La forma de hablar el castellano en la zona hace que este adquiera la denominación de castellano churro.
Estas comarcas formaron parte del Reino de Valencia desde su creación. Tradicionalmente se las considera repobladas por aragoneses. Con el tiempo el dialecto local se asimiló al castellano, lo que explica que actualmente sean de habla castellana pero con costumbres aragonesas.[cita requerida] Actualmente se habla un castellano con algunos modismos que tiene muchas similitudes con lo hablado en el sur de Aragón, además de muchos valencianismos léxicos y morfológicos. No obstante esta habla se está perdiendo debido a la influencia de la educación y de la televisión.
La comarca de Requena-Utiel, contigua a las anteriores, también es de habla castellana, pero no puede considerarse una comarca de influencia aragonesa ya que fue segregada de Castilla en el siglo XIX e incorporada a la provincia de Valencia, a excepción de los municipios de Sinarcas y Chera, los cuales han sido incorporados más recientemente a esta comarca pero histórica y culturalmente forman parte de la Serranía y del Reino de Valencia desde la reconquista. Tampoco pueden considerarse comarcas churras (en el sentido de influencia aragonesa) a las comarcas castellanohablantes del sur de la provincia de Alicante (la Vega Baja del Segura, el Alto Vinalopó y algunos municipios del Medio Vinalopó), de influencia murciana.
La denominación churro también ha sido empleada con otros sentidos: así, a la gente que llegaba hasta Valencia desde Cuenca y Teruel, también se les llamaba de esta forma.
En lo referente a la gastronomía, la tradición culinaria de estas comarcas es, en gran parte, heredera de la cocina aragonesa y en menor medida posee influencias manchegas. Comparte con la primera el mojete, el cordero asado, los embutidos de cerdo, el potaje, el ajoarriero y las gachas migas de trigo y maíz, y con la segunda el gazpacho (similar a los galianos o gazpachos manchegos). En común con las restantes comarcas valencianas se hace la paella, la coca de llanda y otros platos de arroz como el arroz al horno y el arroz empedrao. También encontramos la ollica de pobre y el puchero, preparaciones típicas tanto del interior de Valencia como de Aragón.[cita requerida]
En estas comarcas existen danzas populares similares a la jota aragonesa, se usa una variante del traje de baturro como traje tradicional, se practicaban juegos populares de influencia aragonesa como el guiñote y la morra. Estos son, tan sólo, unos pocos de los numerosos rasgos aragoneses que posee la cultura de estas comarcas valencianas.[cita requerida]